# Władkowice (Borownia)
Władkowice – osada wsi Borownia w Polsce, położona w województwie świętokrzyskim, w powiecie ostrowieckim, w gminie Ćmielów.
W latach 1975–1998 Władkowice należały administracyjnie do województwa tarnobrzeskiego.